# Malinska-Dubašnica
Malinska-Dubašnica es un municipio de Croacia en el condado de Primorje-Gorski Kotar.

## Geografía
Se encuentra a una altitud de  m s. n. m. a 174 km de la capital nacional, Zagreb.

## Demografía
En el censo 2011 el total de población del municipio fue de 3 134 habitantes, distribuidos en las siguientes localidades:
- Barušići -  25
- Bogovići -  317
- Kremenići -  75
- Ljutići -  9
- Malinska - 965
- Maršići -  10
- Milčetići - 245
- Milovčići - 124
- Oštrobradić - 86
- Porat -  192
- Radići - 175
- Sabljići - 21
- Sršići - 0
- Strilčići -  3
- Sveti Anton -  149
- Sveti Ivan - 72
- Sveti Vid-Miholjice - 261
- Turčić - 22
- Vantačići -  214
- Zidarići -  110
- Žgombići - 59

| Gráfica de población de Malinska-Dubašnica 1857-2011                |
|                                                                     |
| Según los censos de población de la oficina estadística de Croacia. |